# Conclavismo
Il conclavismo è una posizione teologica dei cattolici tradizionalisti, derivata dal sedevacantismo, i cui seguaci sostengono che, a causa del supposto crollo della gerarchia cattolica che sarebbe seguito al Concilio Vaticano II, possano eleggersi un proprio papa.
Il termine deriva dalla parola conclave, la riunione del collegio dei cardinali convocata per eleggere il vescovo di Roma, in caso di sede vacante.

## I nuovi antipapi
Alcuni non si sono limitati a teorizzare i conclavi ma li hanno riuniti, stabilendo così dei propri pontefici a rimpiazzare quelli che hanno rigettato; questi vengono talvolta chiamati antipapi, anche se va notato che, a differenza degli antipapi storici, il numero dei loro seguaci è nettamente inferiore. Altri si sono autoproclamati papi in virtù di asserite apparizioni divine: ne consegue da parte di alcuni l'inclusione nella lista dei "sedevacantisti", tale inclusione tuttavia è da ritenersi impropria poiché, appunto, non considerano "vacante" la "sede" di Roma, ma occupata da loro stessi.